# Zemské volby na Moravě 1861
Zemské volby na Moravě 1861 se konaly dle zemského zřízení z 26. února 1861. Sněm v tu dobu měl 100 členů ve třech volebních kuriích. První velikostatkářská kurie měla 32 poslanců, mezi nimi byl biskup brněnský a arcibiskup olomoucký, druhá městská kurie měla 37 poslanců, z nichž 6 bylo voleno obchodními a živnostenskými komorami z Brna a Olomouce a třetí venkovská kurie měla 31 poslanců. Volební právo v druhé a třetí kurii bylo spojeno s právem volit v obecních zastupitelstvech, mohli volit občané, kteří platili určitou část přímých daní.